# Mircea Băduț
Mircea Băduț (n. 15 noiembrie 1967, Râmnicu Vâlcea) este un scriitor și inginer român.

## Biografie
A absolvit Facultatea de Electrotehnică, Universitatea din Craiova, în 1992. A urmat o serie de stagii de perfecționare în subdomenii ale informaticii.
A scris 12 cărți tehnico-științifice (de informatică aplicată) și nouă cărți de beletristică (proză scurtă ficțională; proză eseistică de nuanță filosofică, psihologică și antropologică).  De asemenea, a scris circa 500 de articole tehnico-științifice pentru reviste din România și din Europa (CAD Report, CHIP, ComputerWorld, ENERGIA, GEOconnexion, GEOinformatics, Hello CAD FANS, IT Trends, My Computer, NET REPORT, PC MAGAZINE, PC REPORT, PC WORLD, Tehnicã si Tehnologie, Market Watch).
Prin contribuțiile sale timpurii (articole, cărți, lucrări) în domeniile CAD (proiectare asistată de calculator) și GIS (sisteme geo-informatice), a fost un pionier în aceste subdomenii ale informaticii în România. O parte dintre titlurile semnate de Mircea Băduț sunt frecvent menționate în bibliografii academice și profesionale din România și din lume.
În domeniul cărților tehnico-științifice, Mircea Băduț a inventat conceptul editorial „...în trei timpi”: fiecare subiect/subcapitol din carte este prezentat pe trei nivele distincte de accesibilitate (începător, mediu, avansat - însă cu o redundanță minimă), astfel încât cititorul își poate alege singur nivelul potrivit pentru auto-instruire. Două dintre cărțile sale au fost create astfel (Calculatorul în trei timpi, AutoCAD-ul în trei timpi), și ambele au fost editate de mai multe ori (Editura Polirom, 2001-2021).
Proze scurte și eseuri în diverse publicații naționale și internaționale: Sci Phi Journal (2024);  Almanahul Anticipația (1997); Almanahul Science-Fiction (2007, 2008); revista Helion; Dilema veche (2007, 2013, 2015); Antologia CSF (2019, 2020, 2021); Viața românească; Anthropos.ro (2023-2024); EON; Revista Maquina Combinatoria (Ecuador); Saeculum; Banchetul; Destine Literare; Expres Cultural; Biblioteca Nova; International Writers' Journal; etc.
A participat cu lucrări la câteva zeci de conferințe/simpozioane tehnico-științifice din România și din Europa.
A tradus în limba românã articole pentru revista 'Science in school', publicație EIROforum (2011-2025).
A participat cu imagini la o serie de Saloane de Fotografie din România. A susținut câteva seminarii de tehnică fotografică.
A organizat sporadic ateliere culturale la Biblioteca Judeteana Vâlcea, în regim de voluntariat.

## Lucrări publicate

### Cărți tehnico-științifice
- Informatică și tehnologii conexe (Editura Fin Watch, București, 2025)
- Calculatorul în trei timpi (Editura Polirom, Iași, 2021/2017/2012/2007/2003/2001)
- AutoCAD-ul în trei timpi (Editura Polirom, Iași, 2021/2014/2011/2006/2004)
- GIS - sisteme informatice geografice (Editura Albastră, Cluj-Napoca, 2007/2004)
- Sisteme geoinformatice pentru electroenergetică (Editura Polirom, Iași, 2008)
- Sisteme geo-informatice pentru administrație și interne (Editura Conphys, Vâlcea, 2006)
- Informatica în management (Editura Albastră, Cluj-Napoca, 2003)
- Bazele proiectării cu MicroStation (Editura Albastră, Cluj-Napoca, 2001)
- Bazele proiectării cu Solid Edge (Editura Albastră, Cluj-Napoca, 2003/2002)
- Informatica pentru manageri (Editura Teora, București, 1999)
- Calculatorul personal (Editura Conphys, Vâlcea, 1995, coautor Cristina Băduț)
- Bazele utilizării și programării PC-urilor (Editura Conphys, Vâlcea, 1994)

### Volume de proză
- AntropoLexis (Editura Europress, București, 2025)
- Secundarium (Editura Europress, București, 2024)
- Fals tratat de antropologie (Editura Europress, București, 2022)
- Întoarcerea perenă (Editura Europress, București, 2020,2018)
- Ficțiuni Secunde (Editura Europress, București, 2020, 2016).
- DonQuijotisme AntropoLexice (Editura Europress, București, 2017, 2015)
- Întoarcerea fratelui risipitor (Editura Europress, București, 2014)
- Ficțiuni Familiare (Editura Conphys, Vâlcea, 2011; coautor Anca Băduț)
- Ficțiuni Primare (Editura Conphys, Vâlcea, 2006).

### Premii și distincții literare
- Premiul I la Festivalul-concurs de literatură 'Alexandru Macedonski', ediția a VI-a, 2019, București
- Premiul I la Festivalul-concurs de literatură 'Alexandru Macedonski', ediția a IV-a, 2017, București
- Premiul 'Ion D. Sîrbu' pentru eseu pe anul 2015, acordat de Fundația Culturală 'Ion D. Sîrbu' din Petroșani
- Premiul I la secțiunea ESEU a Festivalului "Vrancea literară - 2015" pentru volumul "DonQuijotisme AntropoLexice"
- Premiul 2 la concursurile de proză scurtă HELION 2019, 2024 (Timișoara)
- Premiul 3 la concursurile de proză scurtă HELION 2013, 2014, 2021 (Timișoara)
- Premiul 2 la Concursul 'SF & Fantasy 2022', Asociația Culturală 'Renașterea Buzoiană'
- Premiul 3 la Concursul de Creație Literară 'Dimitrie Bolintineanu' 2022

## Aprecieri critice
- Sorin Preda, „Un prozator de talent”, în 'Jurnalul Bucureștiului', octombrie, 2014;
- Eugenia Țarălungă, „Breviar editorial”, în Viața românească nr.4/2017;
- Sorin Lavric, „Autodevorarea tehnicii”, în România Literară, 38/2017;
- Florin-Corneliu Popovici, „Donquijotisme antropolexice”, în 'Cenaclul de la Păltiniș', 56/2017;
- Florin-Corneliu Popovici,  Cronică de carte, în revista 'Banchetul', Petroșani, 7-8-9/2016;
- Maria Ana Tupan, „Interogația perenă”, în Contemporanul nr.5/2019, București;
- Maria Ana Tupan, „Între noi, inteligenții”, în Contemporanul nr.1/2017, București;
- Flavius Paraschiv, „Întoarcerea perenă”, în revista 'Expres cultural' nr.10/2019, Iași;
- Flavius Paraschiv, „Ficțiuni secunde”, în revista 'Expres cultural' nr.7/2020, Iași;
- Georgică Manole, „Concentrarea pe secundar”, în revista 'Luceafãrul', Botoșani, iulie 2016;
- Georgică Manole, „Viitorul într-o ecuație”, în revista 'Luceafãrul', Botoșani, mai 2015;
- Georgică Manole, „Conflictul dintre ideal și real”, în revista 'Luceafãrul', Botoșani, aprilie 2015;
- Valentin Protopopescu, Revista Literară Radio (Radio România Cultural, 26.06.2015)
- Eugen Cadaru, „Donquijotism în fantastica românească”, în revista on-line GazetaSF.ro, 31.12.2021